# 2010 en Colombie
2006 en Colombie - 2007 en Colombie - 2008 en Colombie - 2009 en Colombie - 2010 en Colombie
2006 par pays en Amérique - 2007 par pays en Amérique - 2008 par pays en Amérique - 2009 par pays en Amérique - 2010 par pays en Amérique

## Chronologie

### Mars 2010
- 14 mars 2010 : Élections législatives colombiennes prévues.

### Mai 2010
- 14 mai 2010 : Élections présidentielles colombiennes prévues.

### Juillet 2010
- 20 juillet 2010 : célébration du bicentenaire de l'indépendance de la Colombie (20 juillet 1810).